# Rue Perrin-Gasselin
La rue Perrin-Gasselin est une ancienne rue de Paris. Elle disparait dans les années 1850 lors du percement de la rue de Rivoli et de l'élargissement de la rue Saint-Denis dans le cadre de la réorganisation des abords des Halles. Elle était située dans l'ancien 4e arrondissement.

## Origine du nom
La rue a été ouverte sur un terrain nommé le « Perrin-Gasselin » dont elle prit le nom comme il est fait mention sur des titres authentiques de 1254 et 1259.

## Situation
Cette rue, d'une longueur de 47 mètres, qui était située dans l'ancien 4e arrondissement commençait aux 23-25, rue Saint-Denis et finissait aux 1-2, rue de la Vieille-Harangerie. Elle était prolongée à l'ouest par la rue du Chevalier-du-Guet.
Les numéros de la rue étaient rouges. Les numéros impairs, dont le dernier numéro était le no 7, étaient du quartier du Louvre et les numéros pairs, dont le dernier numéro était le no 12, étaient du quartier des Marchés.
La rue appartenait juste avant la Révolution française à la paroisse Saint-Germain-l'Auxerrois. Pendant la Révolution française, la rue marquait la limite entre deux sections révolutionnaires : 
- côté impair dans la « section du Louvre » de 1790 à mai 1792, puis « section du Muséum » qui devient le quartier du Louvre en 1795 ;
- côté pair dans la « section du Marché des Innocents » de 1790 à octobre 1792, puis « section des Halles », puis en mai 1793, « section des Marchés » qui devient le quartier des Marchés en 1795.

## Historique
Un contrat de vente d'une maison in Perrino Gasclin du mois d'avril 1254 et un échange fait en mai 1259 indiquent la présence de deux maisons au Perrin-Gasselin.
Cette voie est citée dans Le Dit des rues de Paris, de Guillot de Paris, sous la forme « le Perrin Gasselin ».
De 1300 jusqu'au milieu du XVIe siècle, la rue Perrin-Gasselin partait de la rue Saint-Denis et finissait rue des Lavandières-Sainte-Opportune, période où une section devint la rue du Chevalier-du-Guet.
Dans les anciens plan de Gomboust et de Bullet, on trouve ordinairement la rue Perrin-Gasselin confondue avec la rue du Chevalier-du-Guet qui sont la continuité l'une de l'autre.
Une décision ministérielle du 12 fructidor an V (29 août 1797) signée de François de Neufchâteau fixe la largeur de cette voie publique à 6 mètres. En vertu d'une ordonnance royale de 1838, la largeur est portée à 10 mètres.
Un décret du 3 mai 1848 déclare d'utilité publique le percement de la rue de Rivoli (entre la rue de Sévigné et la rue du Louvre). Les expropriations ont été autorisées par une loi et plusieurs décrets dans les années 1850. Par ailleurs, un décret du 21 juin 1854 qui réorganise les abords des Halles prévoit l'élargissement de la rue Saint-Denis et le prolongement de la rue Jean-Lantier. Dans le cadre de cette vaste opération d'urbanisme, la rue est supprimée,.

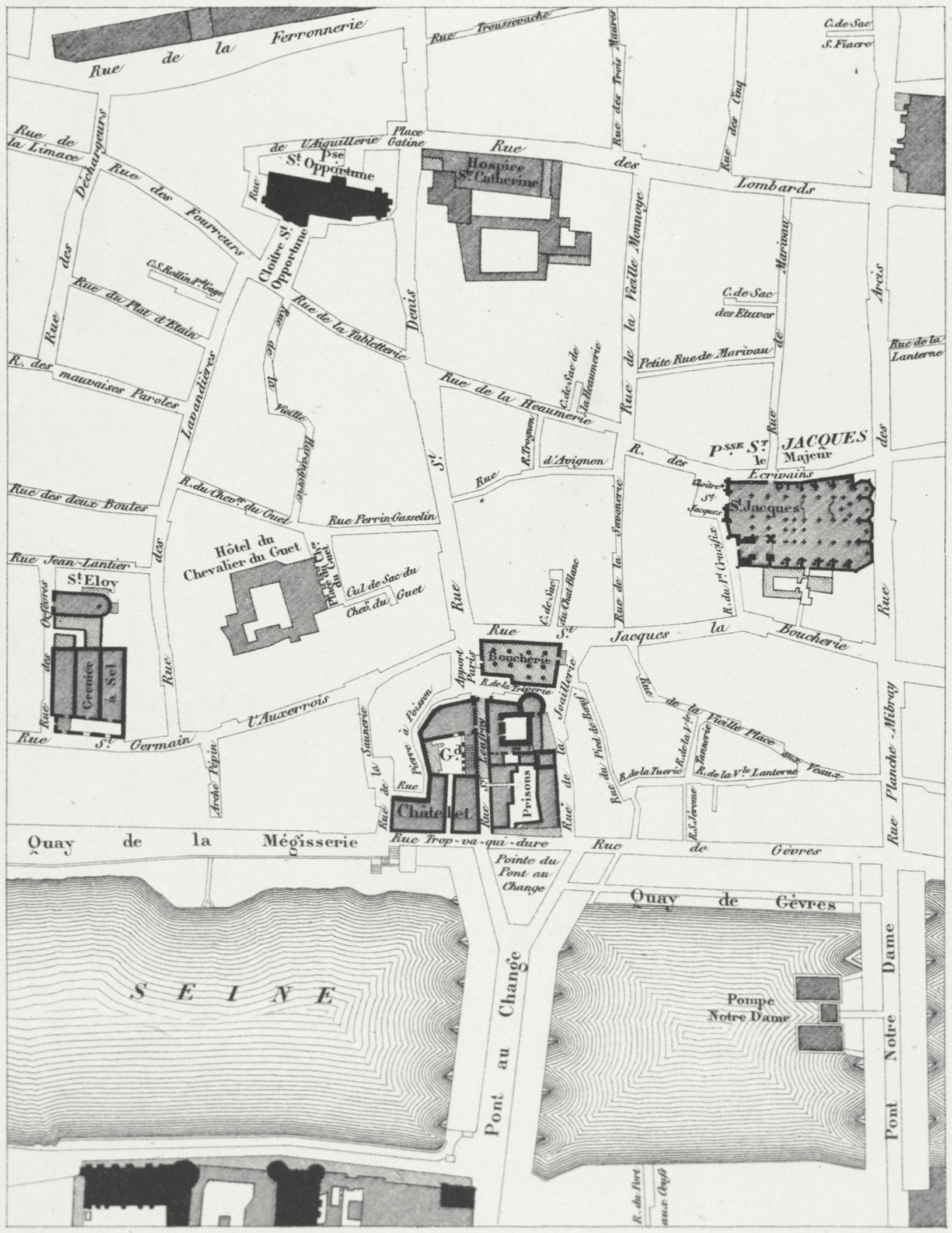
La rue Perrin-Gasselin en 1750, servant d'accès à l'hôtel du Chevalier-du-Guet.
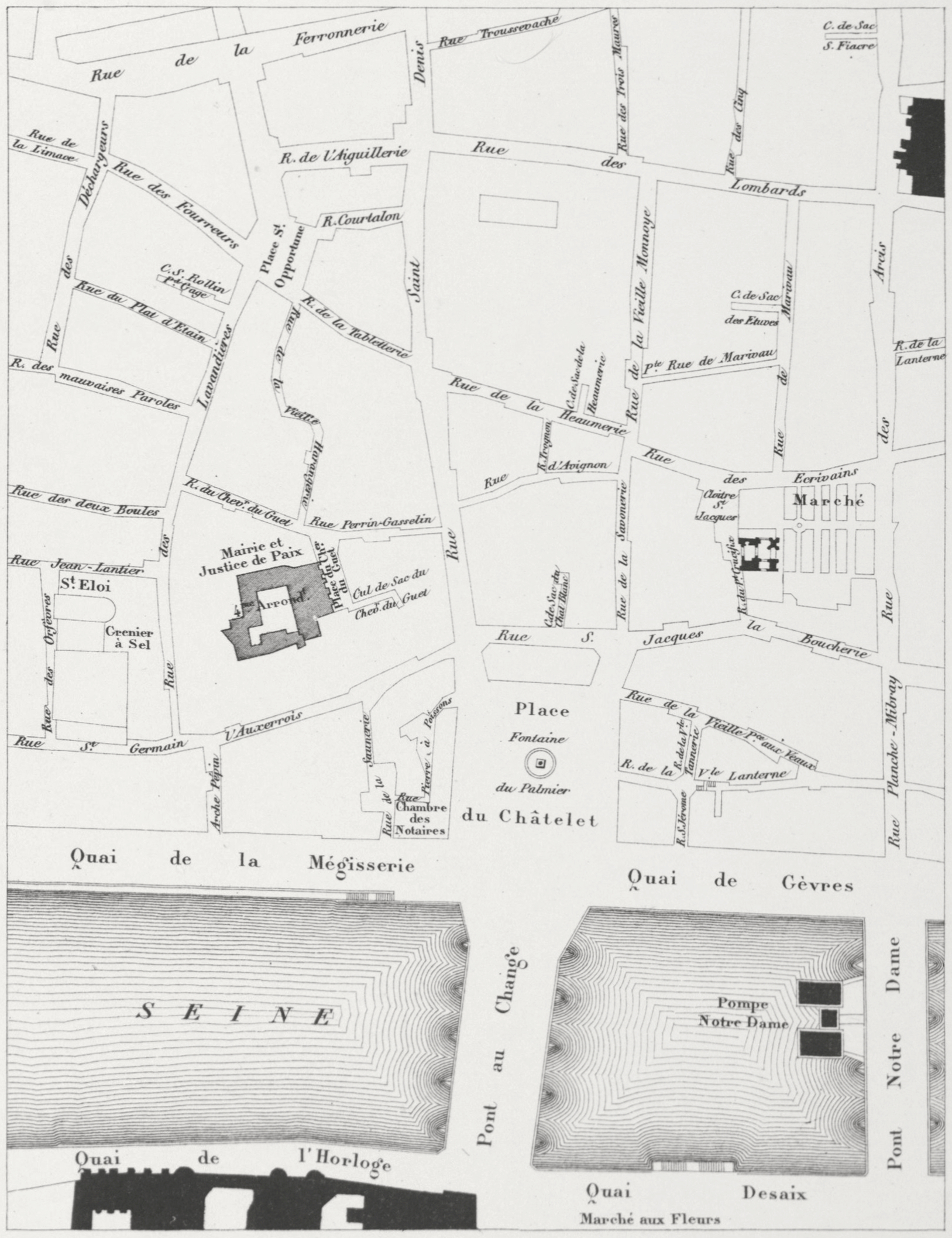
La rue Perrin-Gasselin en 1836, servant d'accès à la mairie et justice de paix.

## Bâtiments remarquables et lieux de mémoire
Dans son ouvrage, César Birotteau, Honoré de Balzac indique :

« […] une certaine madame Angélique Madou, demeurant rue Perrin-Gasselin, seule maison où se trouvassent la véritable aveline de Provence et la vraie noisette blanche des Alpes. »

« La rue Perrin-Gasselin est un des sentiers du labyrinthe carrément enfermé par le quai, la rue Saint-Denis, la rue de la Ferronnerie et la rue de la Monnaie, et qui est comme les entrailles de la ville. »